# Melsen
Melsen är en ort i Belgien.   Den ligger i provinsen Östflandern och regionen Flandern, i den västra delen av landet, 50 km väster om huvudstaden Bryssel. Melsen ligger 22 meter över havet och antalet invånare är 1 407.
Terrängen runt Melsen är platt. Runt Melsen är det tätbefolkat, med 331 invånare per kvadratkilometer.. Närmaste större samhälle är Gent, 10,5 km norr om Melsen. 
Omgivningarna runt Melsen är en mosaik av jordbruksmark och naturlig växtlighet.